# District de Steyr-Land
Le Steyr-Land est un district du land de Haute-Autriche, en Autriche.

## Liste des communes du Steyr-Land
- Adlwang
- Aschach an der Steyr
- Bad Hall
- Dietach
- Gaflenz
- Garsten
- Grossraming
- Laussa
- Losenstein
- Maria Neustift
- Pfarrkirchen bei Bad Hall
- Reichraming
- Rohr im Kremstal
- Schiedlberg
- Sierning
- Sankt Ulrich bei Steyr
- Ternberg
- Waldneukirchen
- Weyer
- Wolfern